# Equipe jamaicana na Copa Davis
A equipe jamaicana na Copa Davis representa a Jamaica na Copa Davis, principal competição de tênis masculina por equipes do mundo. É administrada pela Tennis Jamaica.